# Dorylaea rotundata
Dorylaea rotundata är en kackerlacksart som först beskrevs av Brunner von Wattenwyl 1865.  Dorylaea rotundata ingår i släktet Dorylaea och familjen storkackerlackor. Inga underarter finns listade i Catalogue of Life.